# Egåen
Egåen (officielt navn Egå) er en å i Aarhus Kommune, der har sit udspring i Geding Sø ved Tilst. Åen gennemløber Egådalen mod sit udløb i Aarhus Bugten ved Egå Marina, cirka 9 km nord for Aarhus C.

## Åens løb
Fra Geding Sø, løber Egåen først mod nordøst til et større mosemråde bestående af Tilst, Geding og Kasted Mose. På denne strækning kendes åen også som Moseåen og er ikke mere end en lavvandet bæk. Efter mosen svinger åen stik øst, mødes af den mindre Bukbæk og løber videre forbi landsbyen Kasted og herregården Kærbygård. Egåen passerer den tidligere vandmølle Nymølle, hvor der nu er anlagt omløbsstryg og Koldkær Bæk tilslutter sig fra syd, kort før åen løber under E45 og den gamle hovedvej. Herefter passeres landsbyen Terp og åen løber ind i Egå Engsø. Fra engsøen bliver Egåen større og kraftigere og fra Lystrup, svinger den mere mod sydøst, sydom forstaden Egå af samme navn. Åen deles i to løb over Hede Enge; det oprindelige mod nord samt en kunstigt anlagt kanal i syd langs Viengevej. Åen passerer Grenåvej ved Egå Bro, fortsætter et stykke mod øst gennem nogle boligområder, for så at dreje mod nord og løbe et mindre stykke langs kysten ved naturområdet Åkrogen Strandpark, inden den munder ud i Aarhusbugten, ved sydenden af Egå Marina.

## Historien
Egåen slynger sig i bunden af den 1,5 km brede og ca. 6 km lange Egådal, der blev skabt som en tunneldal under sidste istid. I stenalderen, hvor vandstanden i verdenshavene var noget højere end i dag, var der saltvandsfjord her og der er fundet adskillige arkæologiske levn fra bosættelser og forskellige aktiviteter fra den tid. Heriblandt pilespidser og boplads-aktiviteter fra Jægerstenalderen, og Nordeuropas ældste stammebåde med omkring 7.000 år på bagen. Runestenen Egå-stenen fra vikingetiden er også fundet i dalen ved den gamle Egå bro og Gråmølle Stenbro fra middelalderen, kan stadig opleves i landskabet vest for Egå Engsø mellem Lisbjerg og Skejby, som et af de mere nutidige og iøjnefaldende fortidsminder.
Egåen var før afvandingsarbejderne i moderne tid mere vandrig og kraftig og den har tidligere understøttet flere vandmøller som feks. Gråmølle, Nymølle og Røde Mølle, som ikke længere eksisterer i dag. Selvom man ikke afvandede Egåen i samme skala som i moderne tid, ser man levn efter kanal-udgravninger og opstemninger til vandreservoirer fra middelalderen. Det kan bl.a. anes omkring møllegården ved den tidligere Gråmølle.

## Forureninger
De øvre dele af Egåen er igennem mange år (fra 1870 til 1929) blevet forurenet med bl.a tungmetaller som bly og arsen fra en stor gødningsfabrik i Mundelstrup. Der blev iværksat et større oprydningsarbejde i 1991-93, men jorden er stadigvæk forurenet flere steder langs Egåens øverste løb.
I august 2012 blev åen udsat for et større giftudslip, som medførte en større fiskedød. Op imod 8.500 ørreder blev således dræbt, vurderede Natur og Miljø i Aarhus Kommune. Kilden er aldrig blevet fastslået med sikkerhed, men menes at stamme fra industriområdet ved Skejby.
I midten af maj måned 2013, løb der endnu engang gift ud i Egåen og dræbte umiddelbart et mindre antal fisk, primært udsat ørred-yngel. Der var her tale om slukningsvand fra en storbrand i et industrilager på Lystrupvej den 14. maj.
Aarhus Kommune hævder, at der med jævnlige mellemrum løber salt havvand op i eksempelvis Aarhus Å fra Aarhus bugten og at der ved de lejligheder dræbes i omegnen af 2-3.000 fisk. Under forudsætning af at det er korrekt og at noget lignende sker i Egåen, bør kommende forureningers omfang således holdes op imod den slags naturlige begivenheder, for at give et rimeligt billede af omfanget og skaderne.

## Galleri
- Egåen har et af sine udspring her ved Geding Sø.
- På sin vej mod Kasted Mose, er åen ikke større end en bæk og kendes på dette stykke også under navnet Moseåen.
- Egåen løber her ind i Egå Engsø.
- Ved Åkrogen
- Ved udløbet i Arhusbugten